# Il mondo è tuo (programma televisivo)
Il mondo è tuo è stato un programma televisivo, condotto da Gigi Marzullo con Giulia Fossà, trasmesso su RaiUno dal lunedì al giovedì, dalle 16:30 alle 17:30.

## Il programma
Ideato da Vittorio Schiraldi, è stato un game show, in onda a partire dal 4 maggio al 25 giugno 1987. in veste di inviata sul posto vi era Emanuela Falcetti.